# DAF (自動車メーカー)

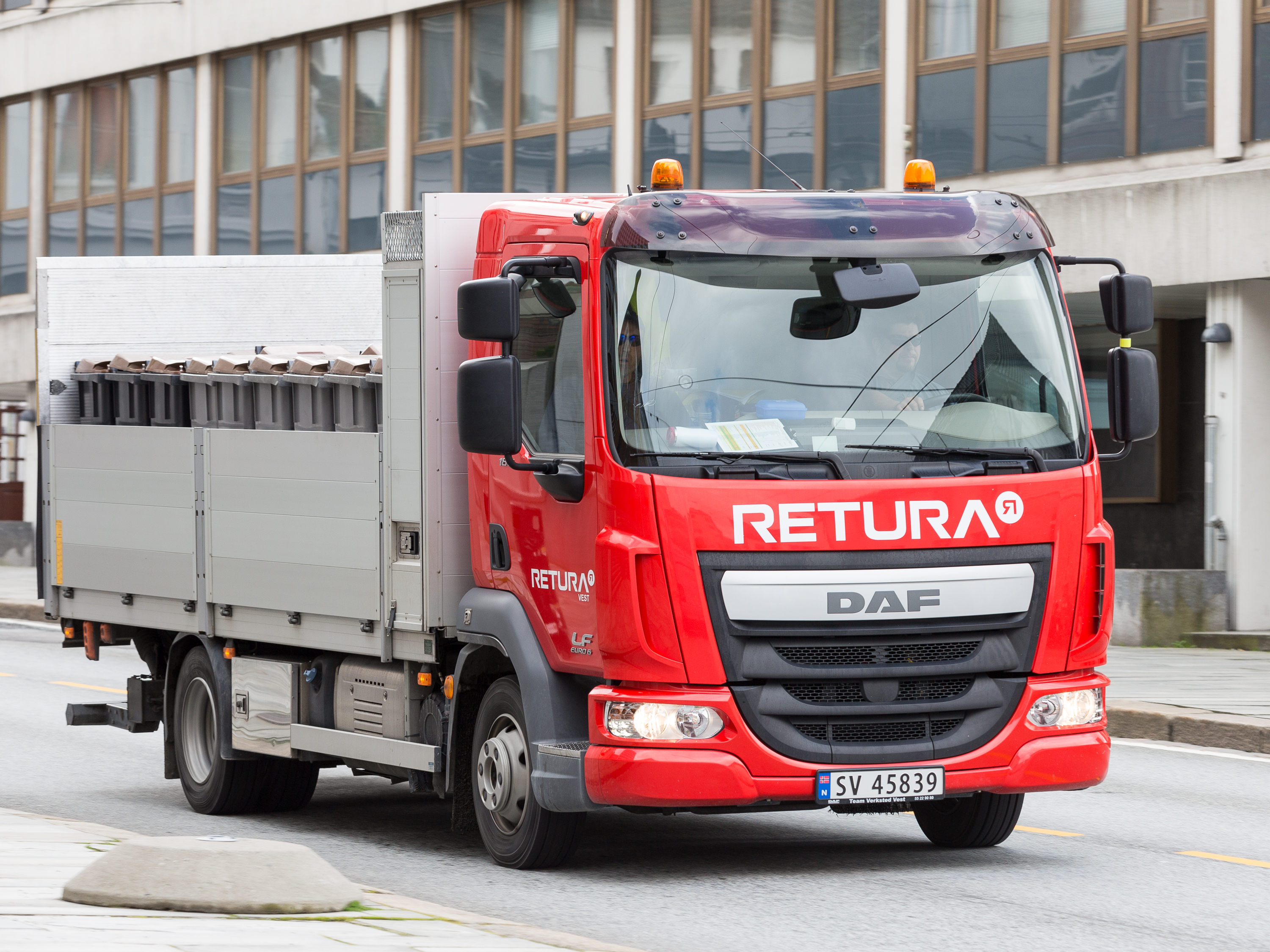
DAF・LF ユーロ6

DAFトラックスN.V.（ダフ・トラックス、DAF Trucks）は、オランダのアイントホーフェンに本拠地を置くヨーロッパの商用車メーカーである。パッカーグループの一員。数回の社名変更と会社再編を経て、現在はトラックのみを生産するダフ・トラックスとなっている。主要工場はオランダに構え、キャビンと車軸はベルギーのウェステルローで製造が行われている。
いくつかのモデルはイギリスの貨物自動車メーカーであるレイランド・トラックで開発された車両であり、レイランドDAFブランドとしての販売が行われた。
かつては乗用車も手がけた。特にCVT車を初めて商業的に成功させ、1959年からボルボに部門を売却する1970年代半ばまであらゆる乗用車に搭載し量産し続けていたことで知られる。

## 概要
1928年、フーベルト・"フップ"・ファン・ドールネが自動車修理工場「Commanditaire Vennootschap Hub van Doorne's Machinefabriek（フップ・ファン・ドールネの機械工場合資会社）」として創業した。共同創業者で投資家のA. H. Huengesは醸造所の最高経営責任者だった。ファン・ドールネがHuengesの車を何度か修理したことがあり、ファン・ドールネの仕事に満足したHuengesは事業への資金提供を申し出た。フップは醸造所の敷地の小さな作業場で仕事を開始した。
1932年、それまでにフップと弟のヴィム・ファン・ドールネによって経営されていた会社は社名を「Van Doorne's Aanhangwagen Fabriek（ファン・ドールネのトレーラー工場）」、略称「DAF」へと変更した。Huengesは1936年に会社を離れ、DAF社は完全にファン・ドールネ兄弟が所有することになった。
DAFは4×2駆動のフォード製トラックをオフロード用6×4駆動に改造したトラドを開発した。DAFの数少ない装甲車両の1つであるM39パンサーワーゲンはこのトラドのドライブトレインの発展形を使用している。M39の生産は第二次世界大戦には遅過ぎであり、オランダ侵攻（1940年）でわずか3台が戦場に出ただけに終わった。
第二次世界大戦後、高級車とトラックが非常に不足していた。これはDAFによって大きなチャンスを意味した。1949年、貨物自動車、トレーラー、バスの製造を始め、社名を「Van Doorne's Automobiel Fabriek（ファンドールネの自動車工場）」に変更した。初の貨物自動車モデルがDAF A30である。
1950年代を通して、DAFはオランダ軍の非装甲車輛の再装備の主要な供給業者だった（DAF YA-126およびDAF YA-328 'Dikke Daf' など）。これらはトラドから発展した全輪駆動Hドライブを使用した。

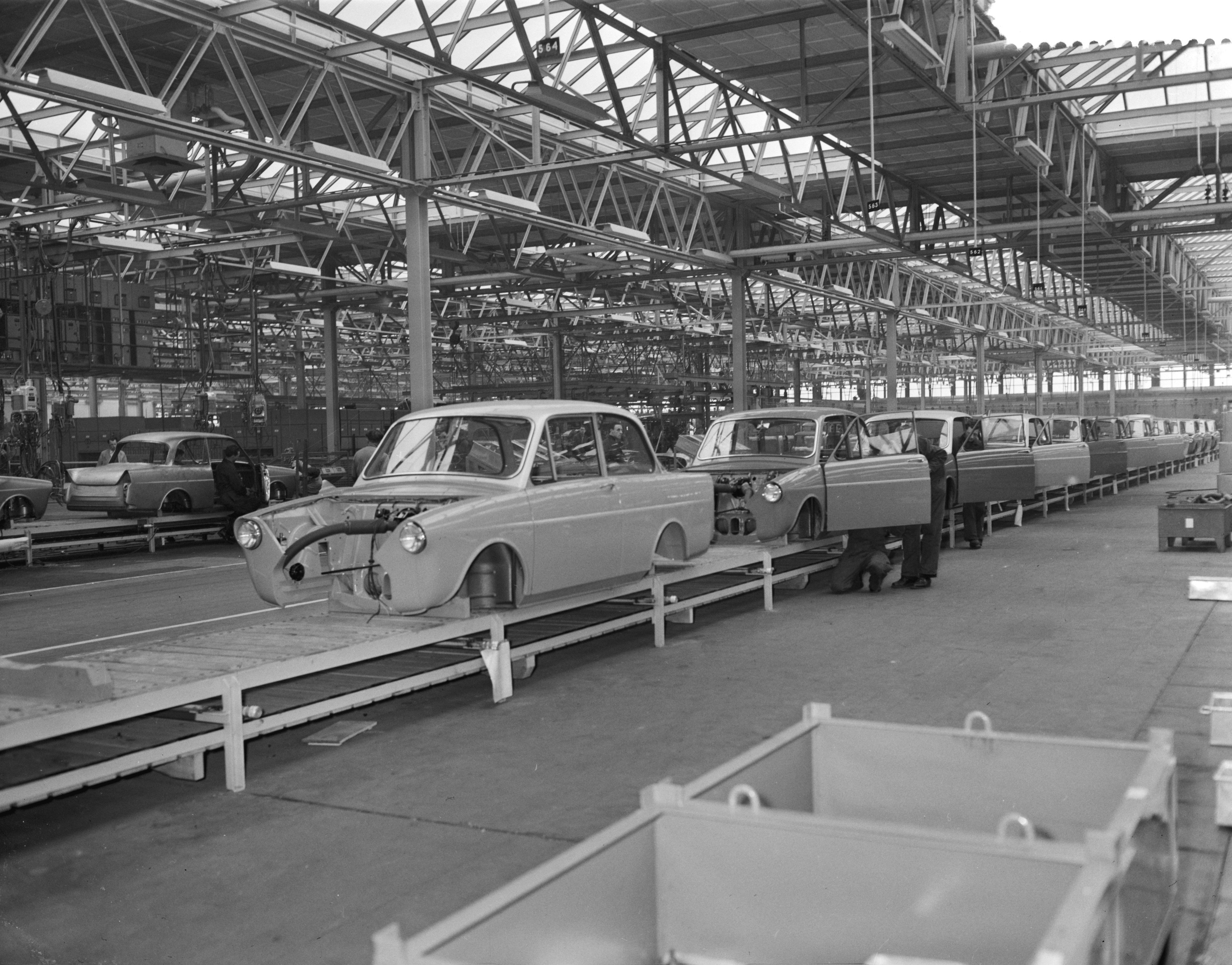
DAF・600の製造ライン（1959年2月 アイントホーヘン）

1954年末、フップ・ファン・ドールネは工場にたくさんあるベルト駆動機械のように、道路車両を駆動するためにベルト駆動式無段変速機を使うことを思い付いた。1955年、DAFは自動車のベルト駆動システムの原案を作成した。その後数年をかけて、この設計を進化、洗練させていった。1958年2月、DAFはオランダの自動車ショー（AutoRAI）で小型ベルト駆動式4シーター車を展示した。
世間の反応は非常に良く、4千台の注文があった。1959年、DAFは無段変速機を搭載した世界初の自動車、小型4シーターのDAF・600の販売を開始した。その後、この革新的なヴァリオマチックトランスミッションシステムを使ったDAF・33、DAF・44、DAF・55、DAF・66が発売されていった。
1967年、DAFはボルンに自動車生産のための新工場を開いた。DAF 44がここで生産された初めてのモデルである。
1972年、シカゴのインターナショナル・ハーベスターがDAFの株式の33%を取得し（オランダ政府が25%、ファン・ドールネ家が残りの42%を保有）、共同事業を作った。この合意は1981年まで続いた。1975年、DAFは乗用車部門とボルンの工場（現在はネッドカーの工場）をスウェーデンのボルボ・カーズに売却し、成功していたトラック部門に注力することになった。
1987年、DAFはローバー・グループのレイランド・トラックスと合併し、1989年6月にオランダとロンドンの証券取引所にDAF NVとして上場した。この新会社はイギリスではレイランドDAF、それ以外ではDAFとして事業を展開した。
1990年にDAFバスが分離して、ユナイテッド・バスの一部となった。分社化する等経営の合理化を図ったが、イギリス市場での苦境を受けて、DAF NVが1993年2月に行政管理下に置かれた後、マネジメント・バイアウトによって、英国内のトラック事業部はレイランド・トラック、バン事業部はLDVリミテッドとなり、オランダ国内の事業部は新会社ダフ・トラックス（DAF Trucks NV）として再出発した。
1996年10月、アメリカ合衆国のパッカーがDAFトラックスを買収した。パッカーがレイランドトラックスも買収したため、DAFトラックスとレイランド・トラックスは1998年6月に再合併した。
2012年1月9日、パッカーはブラジル、パラナ州、ポンタ・グロッサに新工場の隅石を設置した。

## 乗用車部門

### 1958年-1975年の主な車種
- 600 - DAF最初の乗用車。変速機に後輪1輪に対しひとつずつのベルト式無段階変速機（ヴァリオマチック）[10]を採用。現代のCVTの基礎ともなったこの変速システムは以後のDAF製乗用車へ活用される。その後33へラインチェンジ。
- 30/31/32/33 - 2気筒小型車。
- 44/46 - 30の上級版である2気筒小型車。
- 55（英語版）/66 - 4気筒小型車。WRC制定前からの世界ラリー[11][12]やレースで活躍。66はルノー製エンジンを奢られたスポーツモデル「1300マラソン」から2ドアセダン、クーペ、3ドアハッチバックや軍用車の派生版も存在し、ボルボ傘下となってもクーペ以外は生産を継続された。

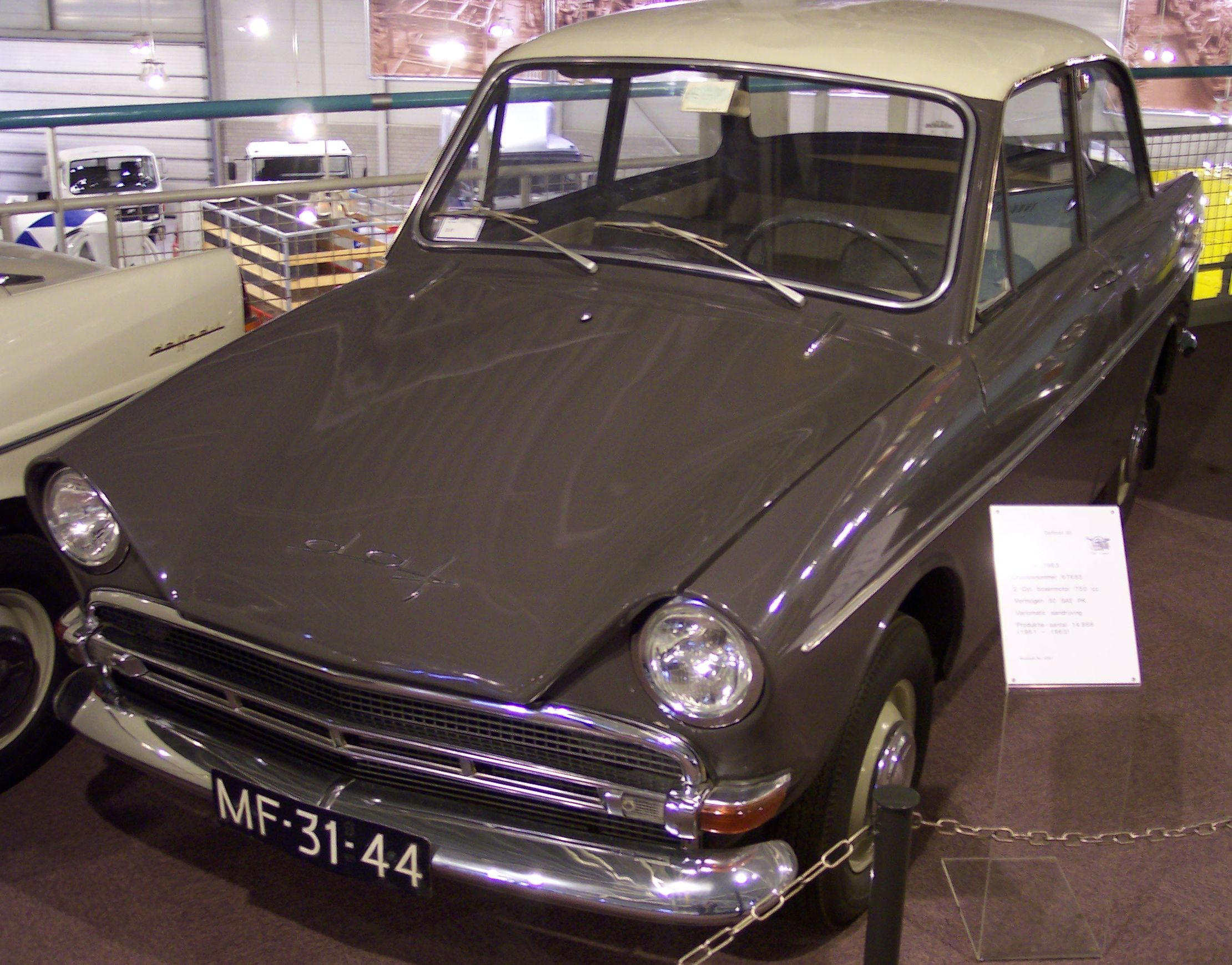
30
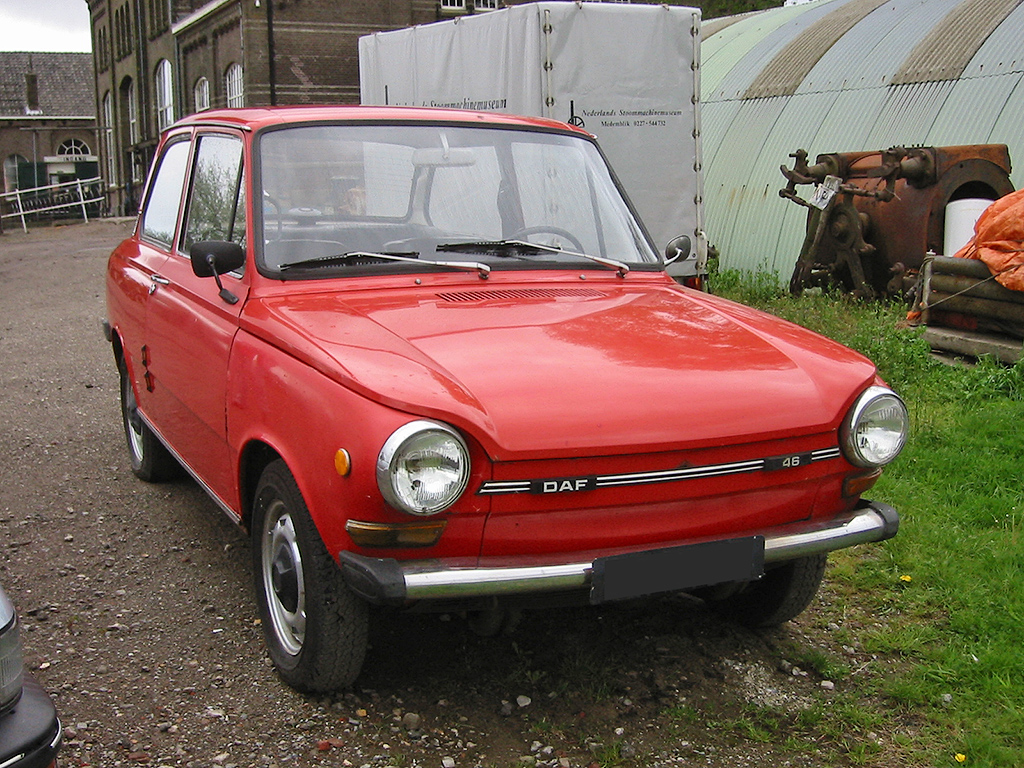
46
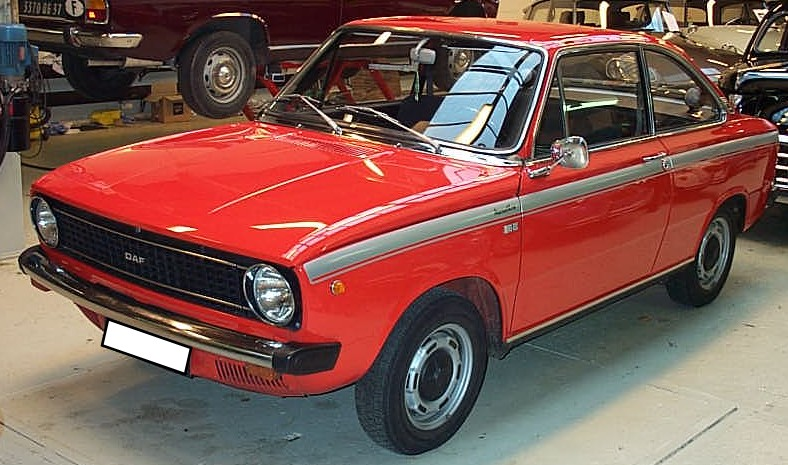
66マラソンクーペ
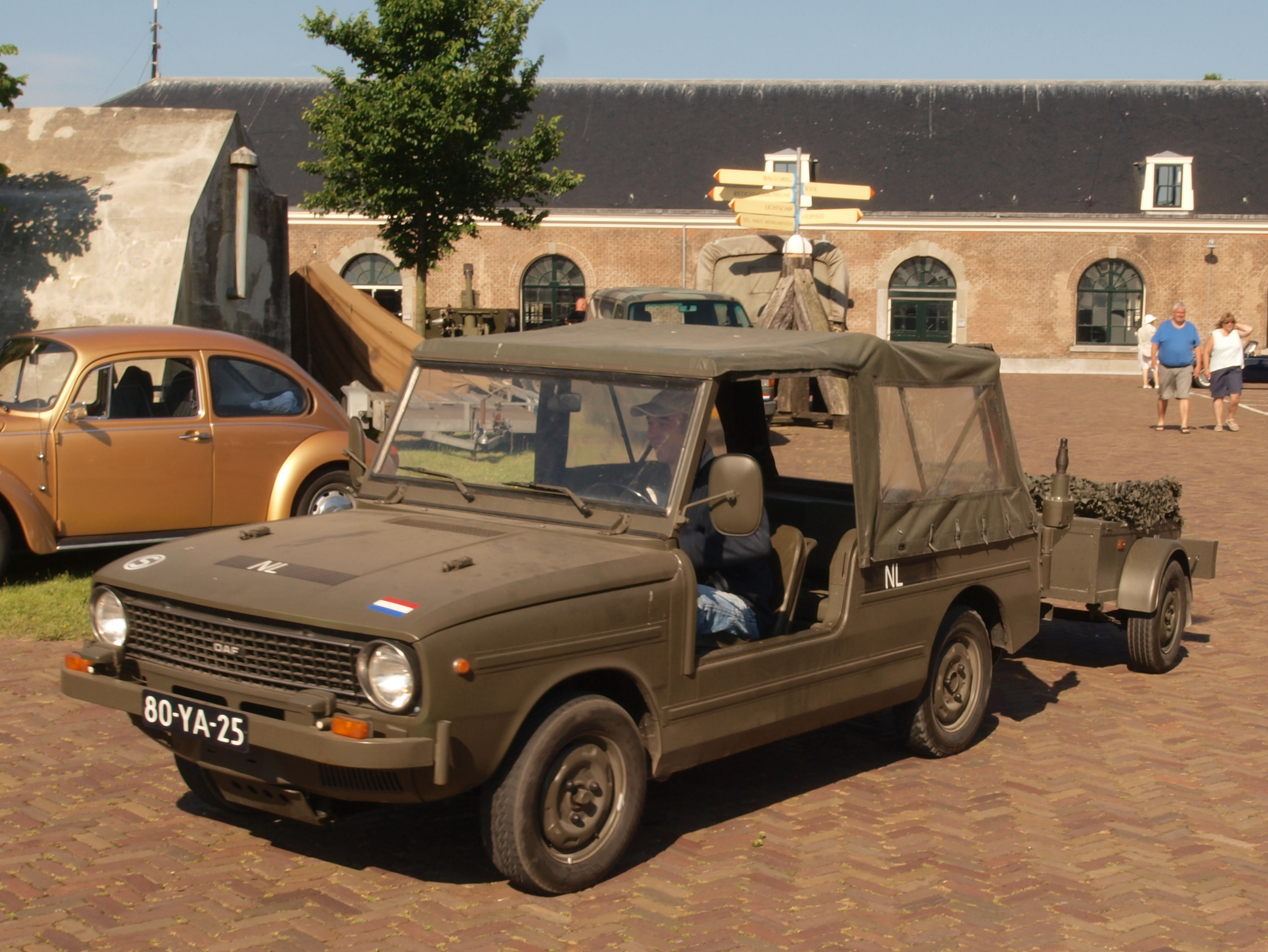
66軍用車

## モータースポーツ

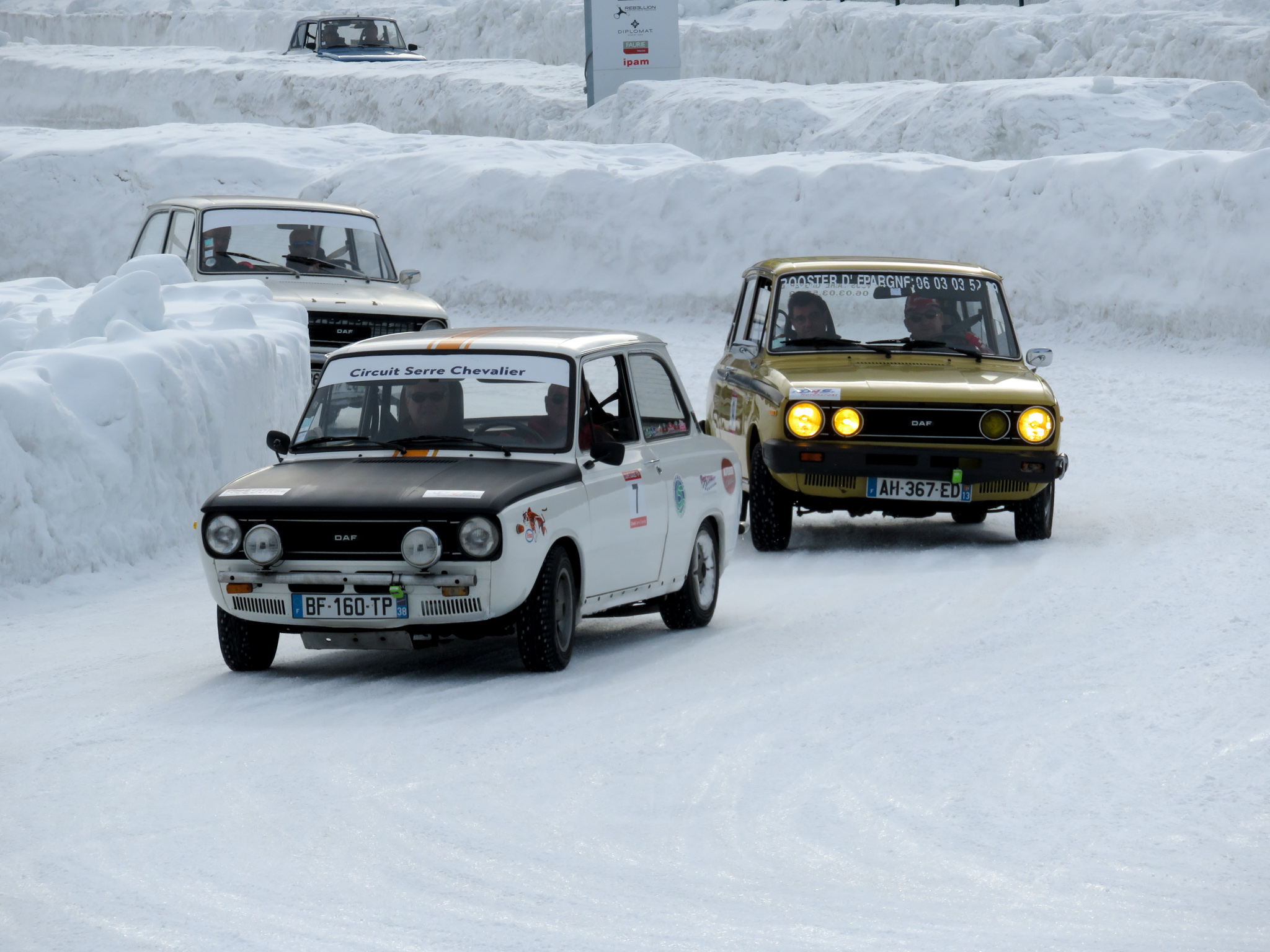
DAF・66による氷上レース

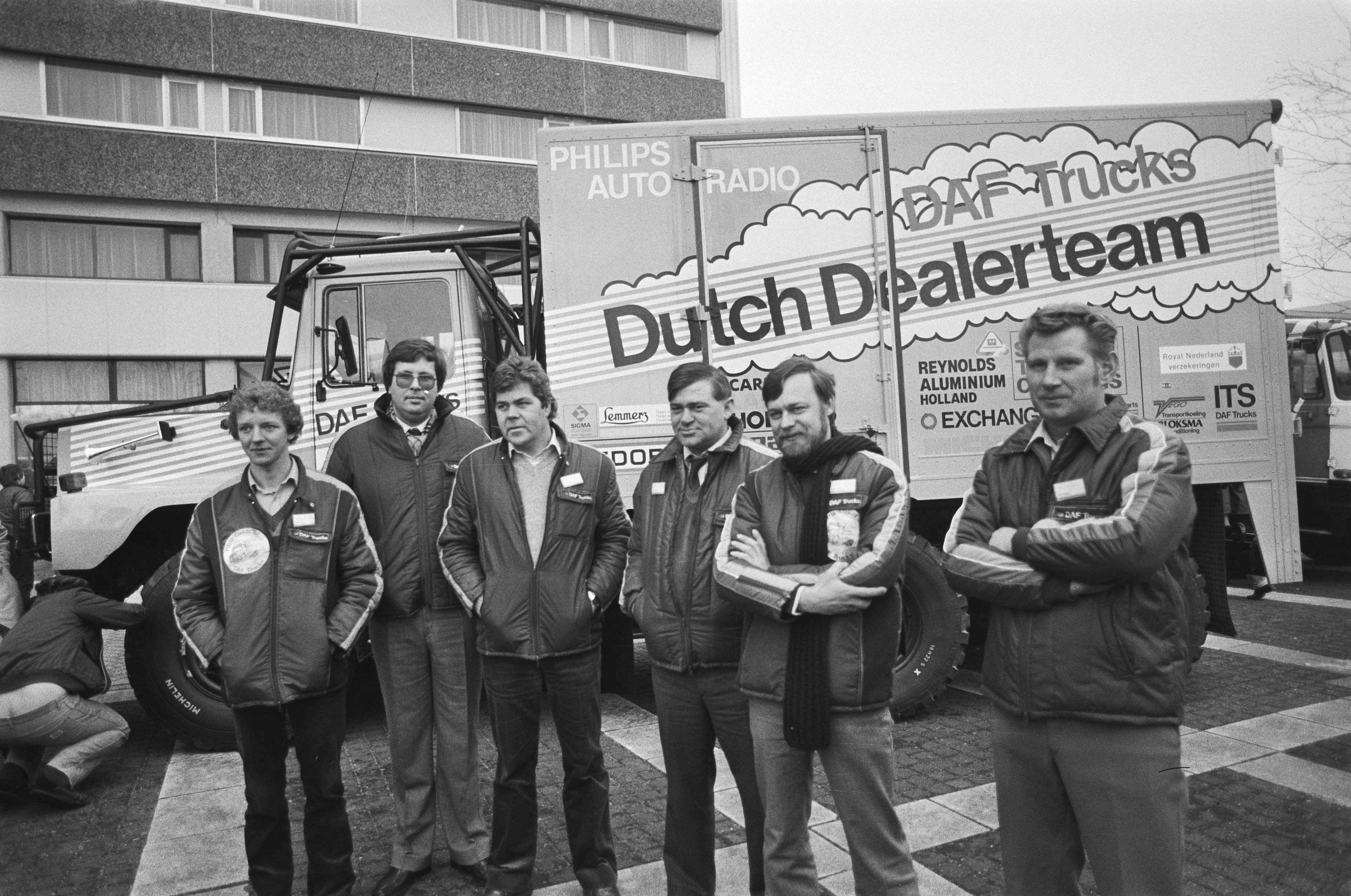
パリ＝ダカール・ラリーにDAFのトラックで参戦するヤン・デ・ルーイ（右から三番目）と、彼の率いるダッチ・ディーラー・チーム（1982年大会）

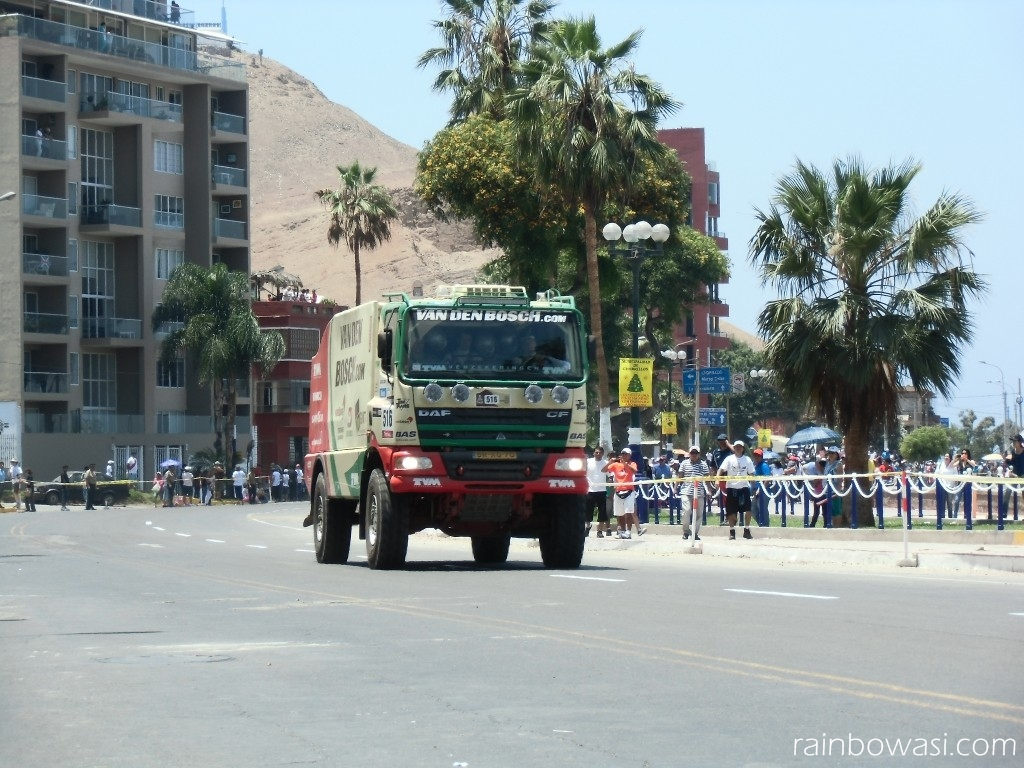
2013年ダカールに参戦するピーター・ファン・デン・ボッシュのDAF・CF

DAF・600のテストで、バリオマチックは様々な地形においてトラクション制御や操縦性に優れていることがわかっていたが、1960年にモータースポーツで600に乗って成功を収めたオーストリア人ルディ・フンガーの活躍が、DAFがワークスチームを設立するきっかけとなった。折しもこの頃、DAFのCVT車は当時の主流だったMT車に比べて運転が簡単だったため、「小さいお婆さんの車」というイメージがついてしまった。そこでこの払拭のためにモータースポーツへの参戦という手段が取られることとなった。
DAFのワークスチームはロブ・コックが率いて1964年から1972年までサーキット、ラリー、ラリークロス、クロスカントリーで活動した。
1965年からCVTのF3マシンを開発した。最初は量産車用CVTが競技専用車に適さないという問題があったが克服され、1966年にブラバム・BT18のシャシーを用いてゾルダーのレースで3位に入った。1967年には独自設計のシャシーを開発したが、排気量が1リッターの時代だったこともあり、ヴァリオマチックの駆動損失の大きさに悩まされたものの、雨ではむしろホイールスピンを抑えられるため速さを得ていた。ブランズハッチ（英国）とスカルプナック（スウェーデン）で勝利を収めた。CVTの可能性を示すことができたDAFは翌1968年を最後にF3から撤退した。
1968年シドニー-ロンドン・マラソンに、ルノー製1,100ccエンジンを積んだ2台のDAF・55をエントリーさせ、両方完走させた。また同時期ラリー・モンテカルロ、ラリー・サンレモ、オーストラリア国際ラリー、マラソン・デ・ラ・ルート（80時間以上の耐久レース）など様々なイベントにDAFのチームが複数エントリーし、しばし小排気量車クラスで1位を獲得した。
1971年に当時の新興カテゴリだったラリークロスにも、当時まだ珍しかった、乗用車に四輪駆動を組み込んだヴァリオマチックのDAF・555クーペ 4x4を投入し、ヤン・デ・ルーイがドライブした。四輪駆動車に課せられた重いハンデをものともせぬ強さで国内外を席巻し、1972年限りで四輪駆動車が禁止される原因を作るほどに大暴れした。直後にDAFはワークスを解散し、ファルケンスワールトのDAFユーザーであったルイブレグツ一家に機能が移管され、しばらくプライベーターへの支援が行われた。
乗用車部門売却後の1980年代にラリーレイドへと転身し、1987年にヤン・デ・ルーイによりダカール・ラリーのトラック部門を制覇した。しかし翌1988年に死亡事故を起こして撤退した。2000年代にヤンの息子のジェラルドがDAFで復活するが、2006年大会で公認をめぐる紛糾の末スタート前に失格となったのがきっかけで他社に乗り換えてしまい、以降DAFは総合優勝に絡む戦いはできていない。
DAFのCVT車は前進と後退で同じ速度を出せるため、後退状態でサーキットを走るリバース・レーシングなるものがオランダで流行した。

## 製品
- DAF・LF
- DAF・XF
- DAF・XG
- DAF・XD
- DAF・CF
- DAF・ターボツイン

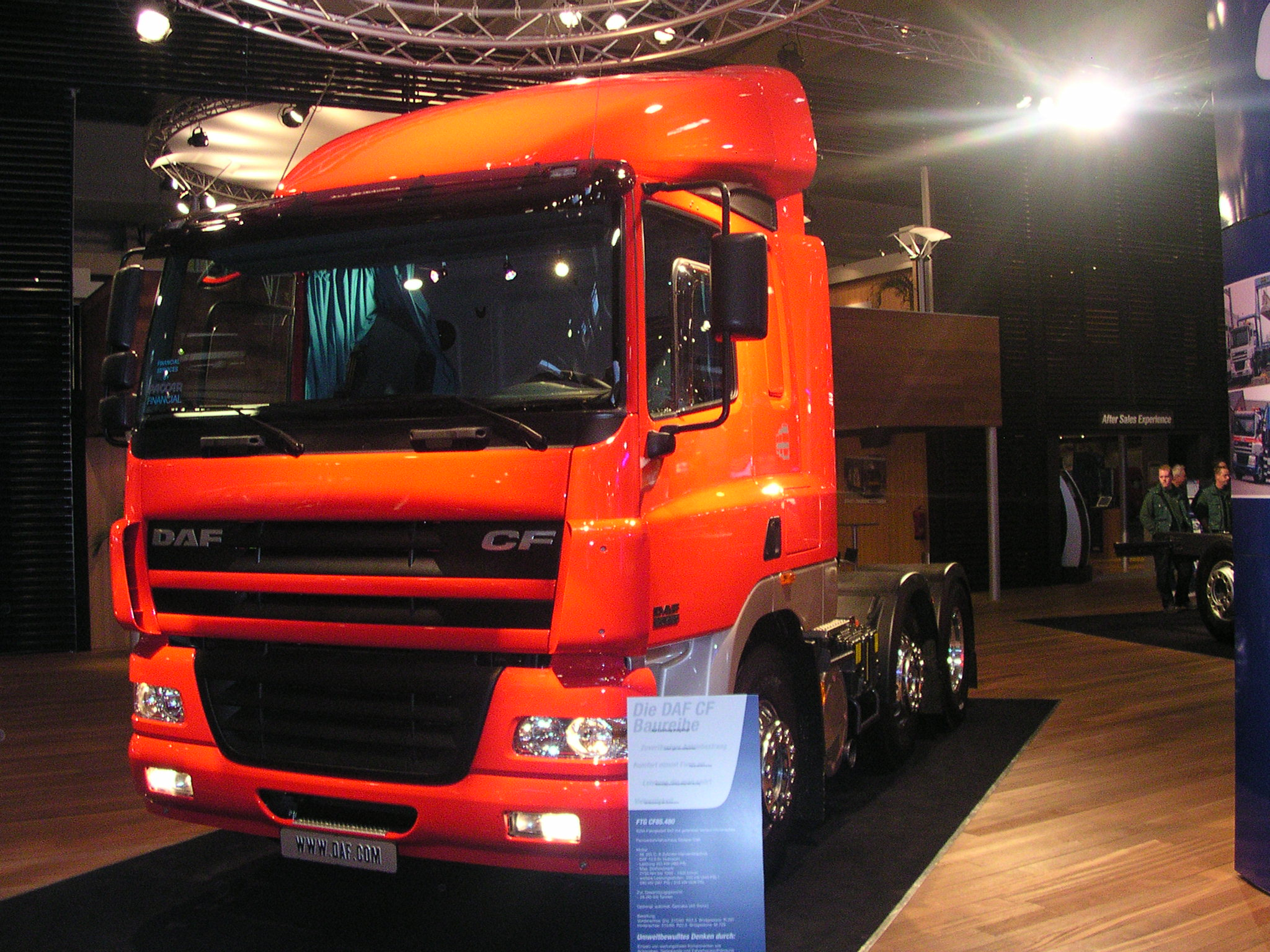
DAF CF
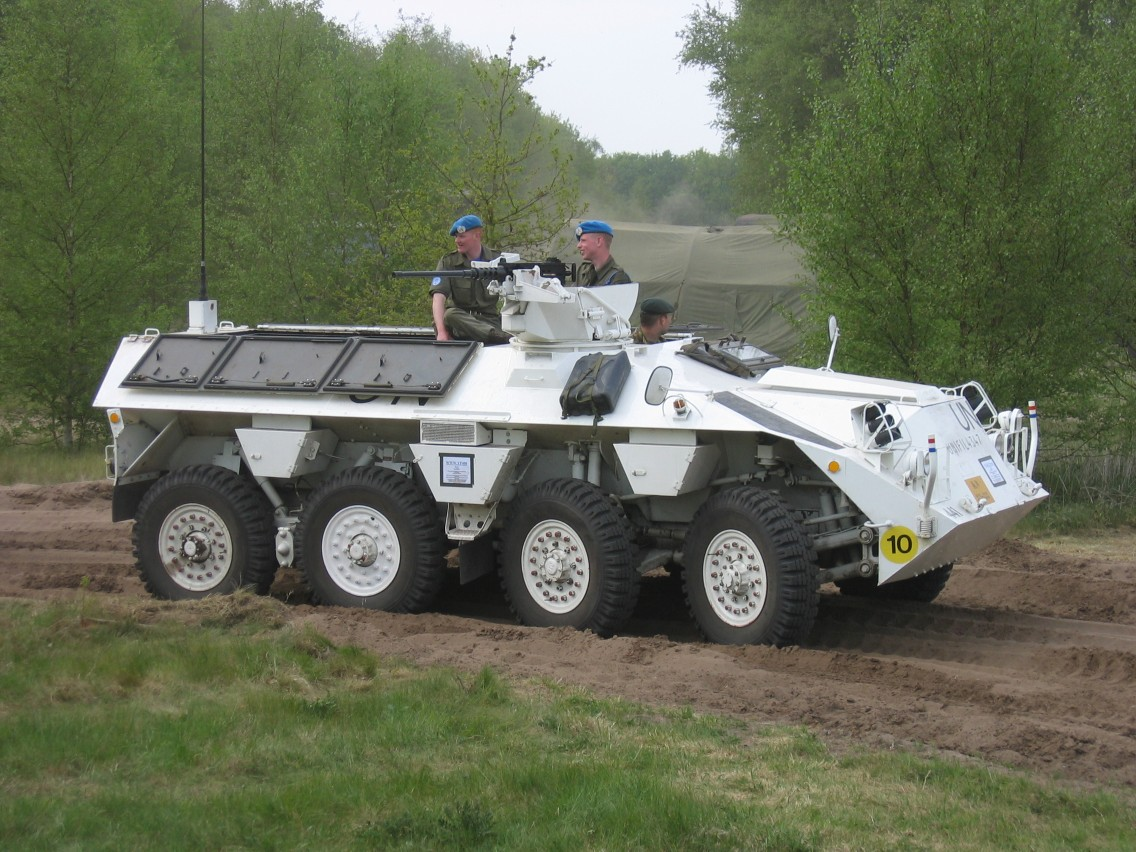
UNIFIL・オランダ部隊が使用するDAF YP-408

## ファン・ドールネース・トランスミッシー
1965年にヴァリオマチックの発展は止まらなかった。1970年代以降、後継システムのトランスマチック（Transmatic）開発が進行していた。このシステムの心臓部はゴムベルトではなく、金属製プッシュ式ベルトであった。トランスマチックの開発はティルブルフに設立された別会社のファン・ドールネース・トランスミッシー（オランダ語: Van Doorne's Transmissie、略称VDT）で行われた。DAFの乗用車部門を買収した際に、ボルボはこのシステムの権利も得られると考えていた。しかし、DAFとファン・ドールネはこれを否定した。法廷で争われた結果、ファン・ドールネが勝利した。ボルボはボルンで生産する車ではCVTという名称の下でヴァリオマチックを使用し続けた。ヴァリオマチックを搭載した最後のモデル、ボルボ・340の最後の1台は1991年に生産ラインから離れた。VDT社は1995年にドイツのボッシュに買収された。それまでの間に、金属プッシュベルト式CVT（トランスマチック）は実用化され、フィアット・パンダ、フォード・フィエスタ、スバル・ジャスティ、スズキ・アルト、日産・マーチなどいくつかの小型乗用車に採用されていた。1993年にはボルボ・440 1.8iのCVT車が販売された。
2009年12月1日からはBosch Transmission Technologyに名称を変更した。